# Crkva Svetog Nikole na Čiovu
Crkva Svetog Nikole na Čiovu je rimokatolićka crkva  sagrađena 1594. godine u opštini Trogir u Republici Hrvatskoj. Ckva je posvećena Svetom Ivanu Krstitelju, ali je kasnije po bratstvu ribara prozvana naknadno crkvom Svetog Nikole. Njenom izgradnjom prenesene su uspomene na porodicu Dragač (Dragazzo) i na bratstvo ribara.

## Položaj
Crkva Svetog Nikole na ostrvu Čiovo nalazi se na zapadnoj strani njegovog predgrađa u ulici Svetog Petra 65 u Splitsko-dalmatinskoj županiji.
Neuobičajeno je usmerena, u pravcu sever - jug, sa pročeljem na severnoj strani, prateći konfiguraciju terena i smer zatečenog puta i/ili ulice. Ispred pročelja se ulica širi poput minijaturnog trga.

## Izgled
Crkva je omanje jednobrodno zdanje sagrađeno od tesanog kamena, sa polukružnom apsidom. Izražena je vertikalna osovina, koja je  u tradiciji gotičkog stila, koju još više naglašava visoka preslica (zvonara) sa jednim zvonom. Krov crkve je na dve vode a kamenje na njenom istočnom i južnom zidu ima toplu žutosmeđu patinu.
Pročelje crkve je simetrično ukomponovano sa vratima i po jednim prozorom sa svake strane. Isod  prozora su kamene klupe koje stvaraju kućnu atmosferu u okolnom ambijentu.
Nad vratima je kamena ploča sa natpisom, koji u prevodu glasi::
Poviše ove ploče je predromanička spolija u obliku zabata. U istoj vertikalnoj osi smeštena je i rozeta.
Na južnom zidu iznad niske apside otvoren je uzak prozor. Pod zabatom je u dekorativne svrhe ugrađena, kao spojnica, gornji deo gotičkog prozora.
U unutrašnjosti crkve u niskoj apsidi stajao je oltar na kome se izvorno nalazila slika s prikazom Svetog Nikole koji, blagosilja vernike, dok sedi na priestolu smeštenom u okruženju u kome se vidi i jedna lađa s nadutim jedrima. Na kolenima mu je korpa sa tri  zlatne jabukama (dar za miraz siromašnim devojkama). Iznad njega su dva anđela koji nose svečevu mitru.
Slika, koja je gotovo diletantski rad, pripisuje se mletačkom slikaru Giovanniju Battisti Argentiju, koji je slikao krajem 16. veka i početkom 17. veka.
Na prednjoj strani oltara  na drvenoj ploči oslikanoj u vidu pletenica stajala je u sredini slika na koži sa likom Svetog Nikole, zaštitnika mornara  iz 17. veka,
Spomen-natpis u crkvi veliča recentnu „obnovu“ crkve, kad su uništeni oltar i drvena pevnica na zapadnom zidu.

## Zaštita
Crkva Svetog Nikole na Čiovu proglašena je zaštićeno kulturno dobro Hrvatske i zavedan u Lista zaštićenih kulturnih dobara, pod brojem Z-6606, kao sakralna građevina iz 16. veka.

## Literatura
- ANDREIS, P. (1977.-1978) Povijest grada Trogira I-II. Split.

## Spoljašnje veze
Медији везани за чланак Crkva Svetog Nikole na Čiovu на Викимедијиној остави